# Ephesus
Ephesus è un comune degli Stati Uniti d'America, situato nello Stato della Georgia, nella Contea di Heard.
Durante il censimento dell'anno 2000, la sua popolazione risultava pari a 388 unità. Il reddito medio pro/capite era pari a $40,833, mentre quello di una famiglia media era di $44,250. Il reddito medio pro/capite complessivo del luogo era pari a $19,749, di cui $30,750 per gli uomini contro $17,250 per le donne.
Secondo lo United States Census Bureau, l'area si estende nel territorio continentale per una superficie pari a